# 霍伊河
霍伊河（俄语：Река Хой）是萨哈林州诺格利基区的河流，源起中央山脉别卢赫山，长41公里，流域面积259平方公里，注入鄂霍次克海。下游宽28米，深0.5米，流速1.2米每秒。

## 引用
1. ↑  М·Г·瓦西科夫斯基. . 列宁格勒: 气象出版社. 1973 （俄语）.
2. ↑  . 国家水登记处.   [2024-01-04]. （原始内容存档于2024-01-04） （俄语）.